# Verwaltungsgemeinschaft Rhönblick
Die Verwaltungsgemeinschaft Rhönblick lag im thüringischen Landkreis Schmalkalden-Meiningen. In ihr hatten sich drei Gemeinden zusammengeschlossen. Verwaltungssitz war in Helmershausen.

## Die Gemeinden
- Gerthausen
- Helmershausen
- Wohlmuthausen

## Geschichte
Die Verwaltungsgemeinschaft wurde am 12. Dezember 1991 gegründet. Die Auflösung erfolgte am 31. Juli 1996 mit dem Zusammenschluss der Mitgliedsgemeinden mit den Gemeinden Bettenhausen, Hermannsfeld und Stedtlingen sowie dem Ortsteil Seeba der Gemeinde Herpf, zur neuen Gemeinde Rhönblick.